# Потехин, Василий Васильевич
Василий Васильевич Потехин (17 сентября 1974, Братск, Иркутская область) — советский и российский футболист, выступавший на позиции крайнего защитника. Сыграл 43 матча и забил 1 гол в высшей лиге России. Мастер спорта России.

## Биография

### Клубная карьера
Начинал заниматься футболом в г. Братске, первый тренер — Подгорный Валерий Михайлович. Также играл на юношеском уровне в Ангарске. В 1991 году дебютировал на взрослом уровне в составе «Ангары» из Ангарска во второй лиге СССР.
В 1993 году перешёл в ярославский «Шинник», за который выступал в течение девяти следующих сезонов. В 1996 году вместе с командой завоевал право на повышение в классе. Дебютный матч в высшей лиге сыграл 22 марта 1997 года против московского «Спартака». В сезоне-1997 помог команде добиться наибольшего успеха в истории — занять четвёртое место в высшей лиге. Всего в высшей лиге сыграл 43 матча и забил один гол — 3 октября 1998 года в ворота «Балтики». В 1998 году сыграл три матча в Кубке Интертото. Позднее потерял место в составе «Шинника» и летом 1999 года на полсезона ушёл в «Волгарь-Газпром», а летом 2001 года окончательно покинул команду. Всего за «Шинник» сыграл 190 матчей и забил 3 гола в первенствах страны.
В конце карьеры выступал во втором дивизионе за липецкий «Металлург», ярославский «Нефтяник», владивостокский «Луч» и рязанский «Спартак-МЖК», но нигде надолго не закрепился. В возрасте 31 года завершил профессиональную карьеру.
В 2015 году выступал за команду ветеранов «Шинника».

### Карьера в сборной
В 1993 году в составе юношеской сборной России участвовал в молодёжном чемпионате мира и стал четвертьфиналистом.
В 1997 году выступал за сборную клубов России на Кубке Содружества.